# Джордж Мелфорд
Джордж Г. Мелфорд (англ. George H. Melford; 19 лютого 1877 — 25 квітня 1961) — американський актор театру і кіно, режисер, продюсер і сценарист.

## Кар'єра
Народився в Рочестері, штат Нью-Йорк, в 1877 році (хоча старші джерела заявляють 1888), як Джордж Генрі Кнауф, син німецького іммігранта Генрієтта Кнауфа. Джордж Кнауф Мелфорд мав чотири сестри: Марія Кнауф (місіс Годфрі Вілліс Вейнрайт); Генрієтта Кнауф; Аліса Ірен Кнауф (місіс Едмонд Франсуа Берноді) — які проживали в Лос-Анджелесі і місіс Фредерік Келлс з Оттави, Канада. Мелфорд закінчив університет Макгілла в Монреалі, Канада.
Він працював в театрі в Цинциннаті, штат Огайо, після чого перейшов до кіностудії Kalem Company в Нью-Йорку в 1909 році, найнятий директором Сідні Олкоттом, восени 1910 він переїхав на Західне узбережжя. У 1911 році він з Робертом Вігнолою стали режисерами першого короткометражного фільму Рут Роланд «Аризона Білл» на основі сценарію, який він написав. В 1915 він був найнятий Джессі Л. Ласкі для зйомок повнометражних фільмів для Feature Play Company. У тому ж році Мелфорд став одним з членів-засновників Асоціації директорів кінофільмів.
В 1916 Мелфорд зняв фільм Мати і тримати, заснований на романі Мері Джонстон, яка стала бестселером в США в 1900 році. В 1921 він зняв свій найвідоміший німий фільм — Шейх, з Рудольфом Валентіно в головній ролі.
Мелфорд залишався в компанії Ласкі протягом десяти років, а потім приєднався до Universal Pictures, де він зняв свій перший звуковий фільм в 1929 році. Наступного року він зняв чотири іспаномовні фільми, включаючи кінофільм Дракула. Мелфорд зняв його одночасно з англійською версією на тих же декораціях, використовуючи іншу знімальну команду. Деякі джерела кажуть, що Мелфорд був призначений на роботу, тому що він міг говорити по-іспанськи, але інші джерела стверджують, що Мелфорд не розмовляв іспанською і довелося використовувати перекладача для спілкуватися з акторами.
Його остання велика робота як режисера прийшла в 1937 році, коли він і Гаррі Л. Фрейзер зняли перший серіал Columbia Pictures, який складався з 15-епізодів, п'ятигодинний пригодницький фільм під назвою «Загроза джунглів» з Френком Баком в головній ролі. У віці 60 років трудоголік Мелфорд вирішив відмовитися від напруженої роботи і почав зніматися в простих ролях. Тим не менш, в 1946 році Гаррі Фрейзер переконав його до співпраці у створені фільму «Терор джунглів», повнометражний сіквел до їх успішного серіалу.

## Останні роки і смерть
Мелфорд любив кінобізнес, і хоча він був фінансово незалежним, він не переставав працювати. Знявши понад 140 фільмів, він продовжував зніматись як актор. У 1940-х роках він знімався у 6 короткометражних комедіях Престона Стерджеса. Він також знявся у епосі Десять заповідей (1956).
Він з'явився в своєму останньому фільмі в 1960 році у віці 83, а 25 квітня 1961 він помирає в Голлівуді від серцевої недостатності. Джордж Мелфорд похований на Valhalla Memorial Park Cemetery в Північному Голлівуді, Лос-Анджелес, штат Каліфорнія.

## Фільмографія
| - Норовлива дочка / The Wayward Daughter (1909) - Дотик рук дитини / The Touch of a Child's Hand (1910) - Коли два серця виграють / When Two Hearts Are Won (1911) - Небезпеки моря / Perils of the Sea (1913) - Засада / Ambush (1939) - Брігхем Янг / Brigham Young (1940) - Грабіжники в діапазоні / Robbers of the Range (1941) - Інша жінка / That Other Woman (1942) - Діксі Дуган / Dixie Dugan (1943) - Великий шум / The Big Noise (1944) - Дерево росте в Брукліні / A Tree Grows in Brooklyn (1945) - Наречена в чоботях / The Bride Wore Boots (1946) - Грім у долині / Thunder in the Valley (1947) - Коли моя крихітка посміхається мені / When My Baby Smiles at Me (1948) - Пісок / Sand (1949) - Історія Страттона / The Stratton Story (1949) - Квиток в Томагавк / A Ticket to Tomahawk (1950) - Керрі / Carrie (1952) - Проект вбивства / A Blueprint for Murder (1953) - Єгиптянин / The Egyptian (1954) - Принц гравців / Prince of Players (1955) - Десять заповідей / The Ten Commandments (1956) | - Аризона Білл / Arizona Bill (1911) - Брати солдати Сюзани / The Soldier Brothers of Susanna (1912) - Англо-бурська війна / The Boer War (1914) - Молодий романтик / Young Romance (1915) - Іммігрант / The Immigrant (1915) - Мати і тримати / To Have and to Hold (1916) - Зловісне око / The Evil Eye (1917) - Сенді / Sandy (1918) - Дика юність / Wild Youth (1918) - Морський вовк / The Sea Wolf (1920) - Підсумок новин / The Round-Up (1920) - Ось моя дружина / Behold My Wife! (1920) - Жаклін / The Jucklins (1921) - Мудрий дурень / A Wise Fool (1921) - Шейх / The Sheik (1921) - Моран з леді Летті / Moran of the Lady Letty (1922) - Палаючі піски / Burning Sands (1922) - Відплив / Ebb Tide (1922) - Зоря завтрашнього дня / The Dawn of a Tomorrow (1924) - Блазень Саймон / Simon the Jester (1925) - Полум'я Юкона / The Flame of the Yukon (1926) - Минуле людини / A Man's Past (1927) - Свобода преси / Freedom of the Press (1928) - Мертві / La Voluntad del muerto (1930) - Дракула / Drácula (1931) - Вікінг / The Viking (1931) - На схід Борнео / East of Borneo (1931) - Кримінальний кодекс / The Penal Code (1933) - Загроза джунглів / Jungle Menace (серіал, 1937) - Терор джунглів / Jungle Terror (1946) |

| - Ось моя дружина / Behold My Wife (1920) - Моран з леді Летті / Moran of the Lady Letty (1922) - На схід Борнео / East of Borneo (1931) | - Аризона Білл / Arizona Bill (1911) - Військовополонені / Prisoners of War (1913) - Військова сирена / The Wartime Siren (1913) - Пожежник зуав / The Fire-Fighting Zouaves (1913) - Морська лють / Sea Fury (1929) - Загроза джунглів / Jungle Menace (серіал, 1937) |